# Terňa
Terňa est un village de Slovaquie situé dans la région de Prešov.

## Histoire
Première mention écrite du village en 1259.

## Démographie

### Évolution de la population
| Année:               | 1994. | 2004.   | 2014.    | 2024.   |
| -------------------- | ----- | ------- | -------- | ------- |
| Nombre de personnes: | 983   | 1075    | 1234     | 1340    |
| Différence:          |       | +9,35 % | +14,79 % | +8,58 % |

| Année:               | 2023. | 2024.   |
| -------------------- | ----- | ------- |
| Nombre de personnes: | 1335  | 1340    |
| Différence:          |       | +0,37 % |